# Farah Clerc
Pour les articles homonymes, voir Clerc.
Farah Clerc (née le 31 juillet 1990 à Lyon) est une athlète française, spécialiste du 400 mètres haies.

## Biographie
Elle est médaillée de bronze du 400 mètres haies et 5e du relais 4 × 100 mètres aux Jeux de la Francophonie de 2017 à Abidjan.
Elle est sacrée championne de France du 400 mètres haies lors des championnats de France 2020 à Albi.